# بيت علي سعيد (بني العوام)

تعديل مصدري - تعديل

بيت علي سعيد هي إحدى قرى عزلة جبل نمر بمديرية بني العوام التابعة لمحافظة حجة، بلغ تعداد سكانها 697 نسمة حسب تعداد اليمن لعام 2004.